# 2022~2023년 남서인도양 사이클론
이 문서는 2022년부터 2023년까지 발생하는 남서인도양에 발생하는 사이클론에 대해 기록하고 있다.

## 통계

### 사이클론 이름
- 활동중인 폭풍은 볼드체 표시, 활동한 폭풍은 기울임체

- 제 1호 사이클론 애슐리(2301)
- 제 2호 사이클론 발리타(2302)
- 제 3호 사이클론 다리안(2303)
- 제 4호 사이클론 체네소(2304)
- 제 5호 사이클론 딩가니(2305)
- 제 6호 사이클론 프레디(2306)
- 제 7호 사이클론 에날라(2307)
- 제 8호 사이클론 08R(2308)
- 제 9호 사이클론 파비앙(2309)

## 같이 보기
- 2022년 태풍
- 2023년 태풍
- 2022년 북인도양 사이클론
- 2023년 북인도양 사이클론
- 2022년 동태평양 허리케인
- 2023년 동태평양 허리케인
- 2022년 북대서양 허리케인
- 2023년 북대서양 허리케인
- 2022~2023년 오스트레일리아 근해 사이클론
- 2022~2023년 남태평양 사이클론